# Eremogone przewalskii
Eremogone przewalskii là loài thực vật có hoa thuộc họ Cẩm chướng. Loài này được (Maxim.) Ikonn. mô tả khoa học đầu tiên năm 1973.